# Швайбович, Елена Петровна
Елена Петровна Швайбович (урожд. Ксенжик) (3 февраля 1966, Минск, Белорусская ССР, СССР) — советская белорусская баскетболистка. Защитник. Заслуженный мастер спорта СССР (1992).

## Биография
В 10 лет поступила в минскую СДЮШОР-10. Первый тренер — Александр Николаевич Малашко.
В 1978 году Александр Николаевич Малашко и его подопечные переходят в другую ДЮСШ, находящуюся под патронажем команды мастеров «Горизонт» (Минск).
Окончила Минский политехнический институт (1990).
Выступала за команды «Горизонт» (Минск) (1984-92), «Олимпия» (Познань, Польша) (1992-94), «Динамо» (Москва) (1994—2000).
Елена плавно переходила с одной ступеньки института сборных СССР на другую — юниорская команда, молодежная, вторая. В основную сборную Елену Швайбович в 1989 году вызвал заслуженный тренер СССР и России Евгений Яковлевич Гомельский.
В 2003 году вместе с семьёй (муж — Александр Хожайнов, сыновья Иван и Матвей) переезжает в город Ростов-на-Дону.
Основатель (2006) и генеральный директор пятикратного чемпиона российской Суперлиги женского баскетбольного клуба «Пересвет-ЮФУ». С 2009 года Президент Федерации баскетбола Ростовской области.
В 2022 году в Ростове-на-Дону при клубе «Пересвет-ЮФУ» организована «Академия баскетбола Олимпийской чемпионки Елены Швайбович».
Награждена медалью Министерства обороны Российской федерации «200 лет Министерству обороны», медалью «За вклад в развитие спорта г. Ростова-на-Дону», памятным знаком «75 лет Ростовской области», почётными грамотами и памятными дипломами г. Москва, г. Ростова-на-Дону, Ростовской области, Российской Федерации и Республики Беларусь.

## Достижения
- Чемпионка Олимпийских игр в Барселоне 1992
- Чемпионка Европы 1989
- Серебряный призёр Игр доброй воли 1990
- Чемпионка России 1998, 1999, 2000
- Чемпионка Польши 1993, 1994
- Серебряный призёр чемпионатов СССР (1989) и России (1996)
- Бронзовый призёр чемпионата России 1995, 1997
- Финалист Кубка Ронкетти (1992), участник «финала четырех» Евролиги (2000), бронзовый призёр Кубка европейских чемпионов (1993).